# Nicolas Kiefer
Nicolas Kiefer (Holzminden, 5 luglio 1977) è un ex tennista tedesco.

## Biografia

### Carriera sportiva
Prima di diventare professionista, da juniores ha dominato gli slam, vincendo gli Australian Open e gli US Open ed arrivando in finale e semifinale a Wimbledon e Roland Garros, raggiungendo il secondo posto dietro solo a Mariano Zabaleta.
Il 10 gennaio 2000 Kiefer ottenne il suo secondo quarto di finale agli Australian Open e dopo il torneo divenne numero 4 della classifica ATP, suo miglior piazzamento.
Kiefer è anche noto per alcuni suoi gesti superstiziosi durante le partite. Viene visto infatti toccare con la racchetta l'angolo del campo dopo un punto, anche se la ragione di ciò non è chiara. È solito chiedere, quando serve, la pallina con cui ha vinto il punto precedente.
Nel 2004 ai Giochi olimpici di Atene vinse l'argento nel doppio insieme a Rainer Schüttler.
Durante gli Australian Open 2006 divenne impopolare per un episodio accaduto durante i quarti di finale: mentre si trovava con Sébastien Grosjean al quinto set di un lunghissimo match, Kiefer gettò la racchetta durante un punto. Grosjean perse il punto, gettando la palla in rete, per poi protestare dicendo che il lancio della racchetta lo aveva distratto. L'arbitro della partita Carlos Bernades però non credeva che il lancio fosse stato volontario e disse al francese che era avvenuto dopo che Grosjean avesse tirato la pallina in rete, quindi non ha avuto alcun effetto sul suo colpo. Grosjean perse il quinto e decisivo set e Kiefer raggiunse la semifinale, dove perse dal futuro campione Roger Federer.
Durante il Roland Garros 2006 Kiefer si infortunò al polso e annunciò il suo ritorno per il 5 luglio 2007, mentre era precipitato sino alla posizione 404 della classifica. Rientrò in campo all'Halle Open, perdendo al primo round con il futuro campione Tomáš Berdych. A Wimbledon fece terzo turno dopo aver sconfitto l'italiano Filippo Volandri e Fabrice Santoro, arrendendosi al serbo Novak Đoković in quattro set. A Newport perse al primo turno, ma al torneo di Los Angeles raggiunse le semifinali, per perdere poi contro Radek Štěpánek a causa di un infortunio.
Il 30 dicembre 2010, dopo un'annata in cui a causa degli infortuni è riuscito a vincere solamente una partita, annuncia il suo ritiro per stare vicino alla propria famiglia e alla figlia.

## Statistiche

### Singolare

#### Vittorie (6)
| Legenda                                                       |
| Grande Slam (0)                                               |
| Tennis Masters Cup / ATP World Tour Finals (0)                |
| Masters Series / ATP World Tour Master 1000 (0)               |
| ATP International Series Gold / ATP World Tour 500 Series (1) |
| ATP International Series / ATP World Tour 250 Series (5)      |

| Numero | Data              | Torneo                                   | Superficie     | Avversario in finale | Punteggio        |
| 1.     | 22 settembre 1997 | Grand Prix de Tennis de Toulouse, Tolosa | Cemento indoor | Mark Philippoussis   | 7-5, 5-7, 6-4    |
| 3.     | 12 aprile 1999    | Japan Open Tennis Championships, Tokyo   | Cemento        | Wayne Ferreira       | 7–6(5), 7-5      |
| 3.     | 7 giugno 1999     | Halle Open, Halle                        | Erba           | Nicklas Kulti        | 6-3, 6-2         |
| 4.     | 13 settembre 1999 | Tashkent Open, Tashkent                  | Cemento indoor | George Bastl         | 6-4, 6-2         |
| 5.     | 7 febbraio 2000   | Dubai Tennis Championships, Dubai        | Cemento        | Juan Carlos Ferrero  | 7-5, 4-6, 6-3    |
| 6.     | 2 ottobre 2000    | Hong Kong Open, Hong Kong                | Cemento        | Mark Philippoussis   | 7–6(4), 2-6, 6-2 |

#### Finali perse (13)
| Legenda                     |
| Grande Slam (0)             |
| Tennis Masters Cup (0)      |
| ATP Masters Series (1)      |
| ATP Championship Series (3) |
| ATP World Series (9)        |

| Numero | Data             | Torneo                               | Superficie | Avversario in finale | Punteggio               |
| 1.     | 13 ottobre 1997  | Singapore Open, Singapore            | Carpet     | Magnus Gustafsson    | 6–4, 3–6, 3–6           |
| 2.     | 15 febbraio 1999 | Dubai Tennis Championships, Dubai    | Cemento    | Jérôme Golmard       | 4–6, 2–6                |
| 3.     | 19 ottobre 1999  | Vienna Open, Vienna                  | Carpet     | Greg Rusedski        | 7–6, 6–2, 3–6, 5–7, 4–6 |
| 4.     | 8 ottobre 2001   | Kremlin Cup, Mosca (1)               | Carpet     | Yevgeny Kafelnikov   | 4–6, 5–7                |
| 5.     | 17 giugno 2002   | Halle Open, Halle (1)                | Erba       | Yevgeny Kafelnikov   | 6–2, 4–6, 4–6           |
| 6.     | 16 giugno 2003   | Halle Open, Halle (2)                | Erba       | Roger Federer        | 1–6, 3–6                |
| 7.     | 16 febbraio 2004 | RMK Championships, Memphis           | Cemento    | Joachim Johansson    | 6–7, 3–6                |
| 8.     | 1º marzo 2004    | Tennis Channel Open, Scottsdale      | Cemento    | Vince Spadea         | 5–7, 7–6, 3–6           |
| 9.     | 12 luglio 2004   | Indianapolis, USA                    | Cemento    | Andy Roddick         | 2–6, 3–6                |
| 10.    | 19 luglio 2004   | Farmers Classic, Los Angeles         | Cemento    | Tommy Haas           | 6–7, 4–6                |
| 11.    | 10 ottobre 2005  | Kremlin Cup, Mosca (2)               | Carpet     | Igor' Andreev        | 7–5, 6–7, 2–6           |
| 12.    | 24 ottobre 2005  | St. Petersburg Open, San Pietroburgo | Carpet     | Thomas Johansson     | 4–6, 2–6                |
| 13.    | 27 luglio 2008   | Canada Open, Toronto                 | Cemento    | Rafael Nadal         | 3–6, 2–6                |

### Doppio

#### Vittorie (3)
| Legenda                                                       |
| Grande Slam (0)                                               |
| Giochi olimpici (0)                                           |
| Tennis Masters Cup / ATP World Tour Finals (0)                |
| Masters Series / ATP World Tour Master 1000 (0)               |
| ATP International Series Gold / ATP World Tour 500 Series (1) |
| ATP International Series / ATP World Tour 250 Series (2)      |

| Numero | Data           | Torneo                                 | Superficie | Compagno           | Avversari in finale             | Punteggio           |
| 1.     | ottobre 1998   | Ostrava Open, Ostrava                  | Sintetico  | David Prinosil     | David Adams Pavel Vízner        | 6–4, 6–3            |
| 2.     | luglio 2002    | Los Angeles Open, Los Angeles          | Cemento    | Sébastien Grosjean | Justin Gimelstob Michaël Llodra | 6–4, 6–4            |
| 3.     | settembre 2003 | Japan Open Tennis Championships, Tokyo | Cemento    | Justin Gimelstob   | Mark Merklein Scott Humphries   | 6(6)–7, 6–3, 7–6(4) |

#### Finali perse (1)
| Numero | Data        | Torneo                 | Superficie | Compagno         | Avversari in finale             | Punteggio                  |
| 1.     | agosto 2004 | Giochi olimpici, Atene | Cemento    | Rainer Schüttler | Fernando González Nicolás Massú | 2–6, 6–4, 6–3, 6(7)–7, 4–6 |

## Risultati in progressione
| Torneo          | 2008 | 2007 | 2006 | 2005 | 2004 | 2003 | 2002 | 2001 | 2000 | 1999 | 1998 | 1997 | 1996 |
| --------------- | ---- | ---- | ---- | ---- | ---- | ---- | ---- | ---- | ---- | ---- | ---- | ---- | ---- |
| Australian Open | 1T   | -    | SF   | 1T   | 1T   | -    | 1T   | 2T   | QF   | 3T   | QF   | -    | 1T   |
| Roland Garros   | -    | -    | 3T   | 4T   | 2T   | 2T   | 1T   | 1T   | 1T   | 1T   | 2T   | 1T   | -    |
| Wimbledon       | 3T   | 3T   | -    | 3T   | 1T   | 1T   | 3T   | 4T   | 1T   | 2T   | 3T   | QF   | -    |
| US Open         | 1T   | 2T   | -    | 4T   | 4T   | 2T   | 1T   | 1T   | QF   | 3T   | 3T   | -    | -    |